# Achmat Dangor
Achmat Dangor (Johannesburg, 2 d’octubre 1948 - 6 de setembre 2020) fou un escriptor i poeta sud-africà compromès contra l'apartheid –o política de separació de races–, que treballà a favor de la democràcia universal al seu país. Parlava holandès, anglès i afrikaans, tot i que només publicà en les dues darreres llengües mencionades. Es feu especialment famós per novel·les com Kafka's Curse (1997) i Bitter Fruit (2001), totes dues obres escrites en anglès. També conreà –i tingué gran èxit– en altres gèneres literaris, com la novel·la curta, la història curta, el teatre i la poesia.
Dangor, que va ser germà de la política sud-africana Jessie Duarte, va néixer a Johannesburg i va residir a la República de Sud-àfrica de forma permanent tota la vida, malgrat que va viatjar i va fer estades llargues als Estats Units d’Amèrica molt freqüentment. Es pot destacar que Dangor va ser un dels pares fundadors del Congress of South African Writers (en català: Congrés d’Escriptors Sud-africans) i que, a l’any 2015, la South African Literary Awards (SALA) li va concedir el Lifetime Achievement Award. De moment, cap de les seves obres ha estat traduïdes al català, però tres de les seves novel·les tenen versió castellana:  The Z-Town Trilogy (1990), tradudïda com La Trilogia de Z Town, Kafka's Curse (1997), traduïda com a La Maledicción de Kafka i Bitter Fruit (2003), traduïda com Fruta Amarga.
A part de dedicar-se a la literatura, Dangor es va fer un nom també en el camp de l'activisme polític fins al punt que va arribar a encapçalar diverses organitzacions no-governamentals de prestigi al seu país. Entre aquestes ONG, trobem la Nelson Mandela Children's  i la Nelson Mandela Foundation. A més, Dangor fou el representant sud-africà de la Ford Foundation (en català: Fundació Ford).

## Premis
Entre d'altres, alguns dels seus premis amb més anomenada inclouen:
- Mofolo Plomer Prize de Sud-àfrica (1981).
- Herman Charles Bosman Prize per Kafka's Curse (1998).
- International IMPAC Dublin Literary Award (2003).
- Booker Prize va considerar Bitter Fruit finalista (2004).

## Obres publicades
Entre d'altres, les principals obres publicades per Dangor són: 
- Waiting for Leila (1981)
- Voices from Within (1982)
- Bulldozer (1983)
- Majiet (1986)
- The Z Town trilogy (1990)
- Private Voices (1992)
- Kafka’s Curse (1997)
- Bitter Fruit (2003)
- Strange Pilgrimages (2013)
- Dikeledi: Child of Tears, No More (2017)